# Падеш (Болгарія)
Па́деш (болг. Падеш) — село в Благоєвградській області Болгарії. Входить до складу общини Благоєвград.

## Населення
За даними перепису населення 2011 року у селі проживали 683 особи.
Національний склад населення села:
| Національність   | Кількість осіб | Відсоток |
| ---------------- | -------------- | -------- |
| болгари          | 646            | 98,2%    |
| цигани           | 9              | 1,4%     |
| турки            | 0              | 0%       |
| інша             | 3              | 0,5%     |
| не визначились   | 0              | 0%       |
| Всього відповіли | 658            |          |

Розподіл населення за віком у 2011 році:
Динаміка населення: